# Pouffonds
Pouffonds is een plaats en voormalige gemeente in het Franse departement Deux-Sèvres in de regio Nouvelle-Aquitaine en telt 349 inwoners (2004). De plaats maakt deel uit van het arrondissement Niort. Pouffonds is op 1 januari 2019 gefuseerd met de gemeente Saint-Génard tot de gemeente Marcillé. 

## Geografie
De oppervlakte van Pouffonds bedraagt 7,2 km², de bevolkingsdichtheid is 48,5 inwoners per km².
De onderstaande kaart toont de ligging van Pouffonds met de belangrijkste infrastructuur en aangrenzende gemeenten.

## Demografie
Onderstaande figuur toont het verloop van het inwonertal.